# Individualização
Individualização é um tema em teoria social sobre o processo de socialização verificável na sociedade de risco, ou em outras palavras, na sociedade moderna. Diz respeito a uma inclinação sobre o social para que se adotem práticas do sujeito como o agente e autor de si mesmo, em lugar de condicionamentos e referenciais tradicionais de classe e de família. Em outras palavras, trata-se da liberação social da tradição e da classe em um mercado de trabalho altamente desenvolvido. A discussão sobre a individualização foi publicada pela primeira vez em 1986 pelo sociólogo alemão Ulrich Beck, que posteriormente contou com colaborações teóricas de sua esposa, a também socióloga Elisabeth Beck-Gernsheim, de Anthony Giddens, Bruno Latour, entre outros.  
A continuidade histórica do pós-guerra, em que se verifica a própria evolução da cultura, introduziu profundas mudanças sociais, ambientais, políticas, econômicas, tecnológicas, científicas, demográficas e cotidianas sobre a sociedade global. A princípio no Ocidente rico e à reboque das reconstruções urbanas, o aumento da renda dos trabalhadores nas décadas de 60 e 70, a democratização da educação, a integração entre educação e trabalho, o consumo em massa de tecnologias e bens simbólicos (carro, eletrodomésticos, vestuário), a proliferação de tecnologias, o divórcio, o trabalho feminino e a ampliação de direitos sociais e políticas do Estado de bem-estar social são fatores que introduziram considerável mobilidade social e que transformaram, de fato, a imagem do proletariado famélico. Não se compreende com isso, de alguma forma, o fim da pobreza e das desigualdades sociais, cuja proliferação e aprofundamento pode inclusive se explicar em função da individualização. O que se afirma por hora é tão somente o surgimento de outra imanência entre o indivíduo e a sociedade.  
Nesse cenário exponencialmente global, a determinação e acesso ao trabalho se constitui menos por marcadores geracionais de classe, família ou gênero, e mais pela busca e adesão a processos individuais de formação profissional. O planejamento do destino individual no mercado de trabalho se torna, por questões de sobrevivência, o sentido social, com a incorporação de toda a organização e planejamento biográfico que for necessário. Conforme a dependência das esferas da educação, do consumo, da regulação, da providência etc. para a organização e planejamento biográfico para o mercado de trabalho, a individualização simboliza a padronização e a institucionalização das formas da vida social. Por outro lado, à medida em que este autobiografismo de mercado se torna uma atribuição de interesse e responsabilidade individual, produz-se uma economia em que a desigualdade social e outros problemas sistemáticos de mobilidade social são compreendidos e encaminhados como fracassos pessoais.  
A individualização problematiza diversas dimensões do "trabalhador assalariado livre", do empreendedorismo e do enfrentamento social e mercadológico em relação ao desemprego estrutural. De fato, a possibilidade de decisão e organização em relação ao próprio futuro profissional carrega alguma emancipação social e ruptura com paradigmas tradicionais. Isso não encerra, contudo, os mais diversos imperativos econômicos para a sobrevivência, não significando a individualização, portanto, autonomia e liberdade social.   Por esse motivo, é necessário e fundamental a diferenciação crítica entre a individualização com a ideia neoliberal de sujeito de mercado livre. A individualização expressa, ainda, uma liberação dos sujeitos em tempo fora do trabalho, sendo esta a base para a produção de novos terrenos socioculturais. 
A indidivualização é um processo de socialização complexo, posto que permanece em aberto, e historicamente contraditório. Com a radicalização e universalização da individualização, a pluralização dos estilos de vida aumenta, ao mesmo tempo que a padronização das formas de vida. A descoberta e o significado da identidade se tornam conquistas individuais, embora cada vez mais compreendidas em função do consumo. O reconhecimento e identificação com categorias coletivas e de grandes grupos, como classes, estratos e estamentos se torna dificultada e conflituosa. Ao mesmo tempo, são criados "novos terrenos comuns socioculturais" para modos experimentais de abordar as relações sociais, a própria vida e o próprio corpo. "As biografias normais se tornam biografias eleitorais", um processo de "bricolagem biográfica" sobre o tecido social. 
1. ↑  Beck, Ulrich; Lash, Scott; Wynne, Brian (3 de setembro de 1992). Risk Society: Towards a New Modernity (em inglês). [S.l.]: SAGE. ISBN 978-0-8039-8346-5
2. ↑  Beck, Ulrich (5 de novembro de 2014). The Brave New World of Work (em inglês). [S.l.]: John Wiley & Sons. ISBN 978-0-7456-9439-9
3. ↑  Beck, Ulrich (4 de fevereiro de 2002). Individualization: Institutionalized Individualism and Its Social and Political Consequences (em inglês). [S.l.]: SAGE. ISBN 978-0-7619-6112-3